# Сенат Бельгии

Сенат (нидерл. Senaatо файле, фр. le Sénat, нем. der Senat) — одна из двух палат бикамерального федерального парламента Бельгии. Является верхней палатой парламента, тогда как Палата представителей — нижняя палата. И сенат, и палата представителей заседают в одном и том же здании, известном, как Дворец Нации. Именно здесь в своё время проходил Национальный конгресс, провозгласивший в 1830 году независимость от Нидерландов. Сенат, как и весь федеральный парламент был основан в 1831.

## История
В результате революции Бельгия стала независимым государством. Перед Национальным конгрессом встал вопрос о дальнейшем развитии страны. Началась работа над Конституцией. Был сформирован Федеральный парламент, бикамеральная структура которого больше всего напоминала английскую. Изначально получить право быть избранным в Сенат предоставлялось за 1000 флоринов. В то время позволить такое себе могли только 4000 человек.
В первые 80 лет своего существования, заседания велись исключительно на французском языке. Выступление Эмануэля де Клодта в 1913 году на Нидерландском языке положило начало использованию последнего в политической жизни страны. Франкофонская прокатолическая газета Свободная Бельгия назвала этот поступок парламентским сепаратизмом (фр. séparatisme parlementaire).

## Выборы
Порядок избрания Сената неоднократно менялся. При этом неизменным остаётся ограничение по возрасту, запрещающее избирать в Сенат лиц младше 21 года. Также неизменным остаётся избрание Сената одновременно со всенародным избранием депутатов Палаты представителей и его досрочный роспуск в случае досрочного роспуска последней. 
Изначально сенаторы избирались всенародным голосованием по мажоритарной системе в два тура в 38 многомандатных округах, причём их число должно было составлять половину от числа депутатов Палаты представителей, избранных на тех же выборах (до 1949 года число депутатов Палаты представителей менялось в зависимости от изменения численности населения Бельгии). Кроме того, право постоянного членства в Сенате имели также т. н. «сенаторы по праву» — достигшие 18 лет сыновья правящего короля, а в случае отсутствия детей у правящего монарха — все совершеннолетние члены правящей династии мужского пола, находящиеся в линии наследования престола. При этом «сенаторы по праву», не достигшие 21 года, могли участвовать в заседаниях, но не имели права голоса при принятии решений. Кроме того, все «сенаторы по праву» не учитывались при определении кворума. В 1894 году к всенародно избранным и постоянным добавились сенаторы, делегированные советами провинций Бельгии (при этом их число также изменялось в зависимости от изменения численности населения каждой из провинций). В 1900 году вместо 38 округов был введён 21 многомандатный округ, в которых сенаторы избирались уже по пропорциональной системе. С 1921 года избранные сенаторы также сами кооптировали в свой состав дополнительных членов, чье число должно было составлять половину от числа сенаторов, избранных в этот созыв советами провинций. С 1948 года было предоставлено избирательное право женщинам, что открыло возможность быть «сенаторами по праву» дочерям правящего монарха, а с 1991 года порядок появления «сенаторов по праву» вновь изменился введением женщин в линию наследования бельгийского трона.
В 1995 году порядок избрания Сената был вновь изменён в связи с введением языковых регионов. Отныне по пропорциональной системе всенародно избиралось 40 сенаторов (из них 25 в едином округе нидерландоязычными избирателями, а 15 в едином округе франкоязычными избирателями). При этом право избирать нидерландоязычных сенаторов принадлежало жителям Фламандского региона и нидерландоязычным жителям Брюссельского столичного региона, а франкоязычных сенаторов — жителям Валлонского региона и франкоязычным жителям Брюссельского столичного региона и фламандского округа Халле-Вилворде. Вместо сенаторов от провинций по 10 сенаторов избирались парламентами Фламандского и Франкоязычного сообществ, а один сенатор — парламентом Немецкоязычного сообщества. После этого избранные сенаторы кооптировали в свои ряды еще 10 членов, из которых 6 должны были быть нидерландоязычными, а 4 — франкоязычными. Впервые была введена неизменная численность Сената в 71 член (не считая «сенаторов по праву»).
В 2014 году порядок комплектования Сената был вновь изменён. Упразднялись всенародно избранные сенаторы, а также «сенаторы по праву» (фактически таковые отсутствовали уже с 2013 года, когда право на членство потеряли дети отрекшегося короля Альберта II, а дети нового короля Филиппа были ещё несовершеннолетними). Вместо этого введено избрание 50 сенаторов парламентами сообществ (29 — Фламандским, 20 — Франкоязычным и 1 — Немецкоязычным). Последующая кооптация 10 дополнительных членов сохранена в том же виде. Таким образом, Сенат состоит из 60 членов.

## Текущий состав
Данный состав был сформирован в связи с выборами 25 мая 2014 года в Палату представителей, которые прошли одновременно с выборами в региональные парламенты Бельгии.
| Партия | Партия                                    | Языковая принадлежность | Избрано | Кооптировано | Всего |
| ------ | ----------------------------------------- | ----------------------- | ------- | ------------ | ----- |
|        | Новый Фламандский альянс                  | Нидерландоязычные       | 10      | 2            | 12    |
|        | Социалистическая партия                   | Франкоязычные           | 8       | 1            | 9     |
|        | Христианские демократы и фламандцы        | Нидерландоязычные       | 7       | 1            | 8     |
|        | Реформаторское движение                   | Франкоязычные           | 7       | 1            | 8     |
|        | Открытые фламандские либералы и демократы | Нидерландоязычные       | 4       | 1            | 5     |
|        | Социалистическая партия — Другие          | Нидерландоязычные       | 4       | 1            | 5     |
|        | Гуманистический демократический центр     | Франкоязычные           | 3       | 1            | 4     |
|        | Зелёные                                   | Нидерландоязычные       | 2       | 1            | 3     |
|        | Эколо                                     | Франкоязычные           | 2       | 1            | 3     |
|        | Фламандский интерес                       | Нидерландоязычные       | 2       | 0            | 2     |
|        | Немецкоязычный сенатор                    |                         | 1       | 0            | 1     |
| Всего  | Всего                                     | Всего                   | 50      | 10           | 60    |